# Dieter Wendisch
Dieter Wendisch (n. 9 mai 1953, Gauernitz⁠(d), Saxonia, Germania) este un canotor ce a reprezentat Republica Democrată Germană, medaliat olimpic. A participat la 2 ediții ale Jocurilor Olimpice (1976, 1980) în care a câștigat două medalii de aur.